# Pseudolimnophila (Pseudolimnophila) honesta
Pseudolimnophila (Pseudolimnophila) honesta is een tweevleugelige uit de familie steltmuggen (Limoniidae). De soort komt voor in het Oriëntaals gebied.